# Kungälv (đô thị)
Đô thị Kungälv (Kungälvs kommun) là một đô thị ở hạt Västra Götaland ở phía tây Thụy Điển. Thủ phủ là thành phố Kungälv.
Đô thị hiện nay được lập năm 1971 thông qua việc hợp nhất thành phố Kungälv, thành phố Marstrand và các lãnh thổ thuộc 4 đô thị nông nghiệp. Năm 1974, một phần nhỏ (nằm trên đảo Hisingen) đã được chuyển sang cho đô thị Gothenburg.
Đô thị này giáp đô thị Gothenburg (phía nam), đô thị Ale (phía đông), đô thị Lilla Edet (đông bắc) và đô thị Stenungsund (phía bắc). Phía đông là sông Göta älv và phía nam là sông Nordre älv tạo thành biên giới với Gothenburg. Trên một cù lao sông có pháo đài Bohus (một trong những pháo đài đẹp nhất Thụy Điển) đối diện với thành phố Kungälv.

## Các trung tâm dân cư
- Diseröd
- Kareby
- Kode
- Kungälv
- Kärna
- Marstrand